# Linden (Teksas)
Linden je grad u američkoj saveznoj državi Teksas. Prema popisu stanovništva iz 2010. u njemu je živjelo 1.988 stanovnika.